# Codice ATC L04
Il codice ATC L04 "Immunosoppressori" è un sottogruppo terapeutico del sistema di classificazione Anatomico Terapeutico e Chimico, un sistema di codici alfanumerici sviluppato dall'OMS per la classificazione dei farmaci e altri prodotti medici. Il sottogruppo L04 fa parte del gruppo anatomico L dei disturbi neoplastici e del sistema immunitario.
Codici per uso veterinario (codici ATCvet) possono essere creati ponendo la lettera Q di fronte al codice ATC umano: QL04 ...  I codici ATCvet senza corrispondente codice ATC umano sono riportati nella lista seguente con la Q iniziale.
Numeri nazionali della classificazione ATC possono includere codici aggiuntivi non presenti in questa lista, che segue la versione OMS.

## L04A Immunosoppressori

### L04AA Immunosoppressori selettivi
L04AA02 Muromonab
L04AA03 Immunolobuline antilinfocitarie (cavallo)
L04AA04 Immunoglobuline antitimocitarie (coniglio)
L04AA06 Acido micofenolico
L04AA10 Sirolimus
L04AA13 Leflunomide
L04AA15 Alefacept
L04AA18 Everolimus
L04AA19 Gusperimus
L04AA21 Efalizumab
L04AA22 Abetimus
L04AA23 Natalizumab
L04AA24 Abatacept
L04AA25 Eculizumab
L04AA26 Belimumab
L04AA27 Fingolimod
L04AA28 Belatacept
L04AA29 Tofacitinib
L04AA31 Teriflunomide
L04AA32 Apremilast
L04AA33 Vedolizumab
L04AA34 Alemtuzumab
L04AA35 Begelomab
L04AA36 Ocrelizumab
L04AA37 Baricitinib

### L04AB Fattore di necrosi tumorale α inibitori del (TNF-α)
L04AB01 Etanercept
L04AB02 Infliximab
L04AB03 Afelimomab
L04AB04 Adalimumab
L04AB05 Certolizumab pegol
L04AB06 Golimumab

### L04AC Inibitori delle interleuchine
L04AC01 Daclizumab
L04AC02 Basiliximab
L04AC03 Anakinra
L04AC04 Rilonacept
L04AC05 Ustekinumab
L04AC06 Mepolizumab
L04AC07 Tocilizumab
L04AC08 Canakinumab
L04AC09 Briakinumab
L04AC10 Secukinumab
L04AC11 Siltuximab
L04AC12 Brodalumab
L04AC13 Ixekizumab
L04AC14 Sarilumab

### L04AD Inibitori della calcineurina
L04AD01 Ciclosporina
L04AD02 Tacrolimus
L04AD03 Voclosporina

### L04AX Altri immunosuppressori
L04AX01 Azatioprina
L04AX02 Talidomide
L04AX03 Methotrexate
L04AX04 Lenalidomide
L04AX05 Pirfenidone
L04AX06 Pomalidomide